# Essai biologique
Un essai biologique, ou bioessai, dans le cadre de la normalisation biologique et de la  méthode expérimentale scientifique, est un test impliquant l'utilisation de plantes ou d'animaux vivants (in vivo) ou de tissus ou cellules (in vitro) pour déterminer l'effet biologique ou la toxicité d'une substance (ex : hormone, pesticide, médicament...) ou d'un contexte. 

## Utilisation
Dans le domaine de la toxicologie et de l'écotoxicologie, ces essais sont des procédures très standardisées qui visent typiquement à quantifier en laboratoire les effets d'une exposition (aiguë ou chronique) à substance ou à un certain contexte (bruit, rayonnement...) sur des organismes vivants ou certains de leurs  tissus (via une culture de tissus le cas échéant) ; 
Ils sont essentiels dans le développement de nouveaux principes actifs et dans le contrôle des polluants environnementaux. Ils peuvent par exemple déterminer la concentration, la pureté et l'activité biologique d'une substance (vitamine, hormone, facteur de croissance...) en mesurant ses effets sur un organisme, un tissu, des cellules, une enzyme ou un récepteur. Ils servent aussi à déterminer le seuil (concentration, niveau) au delà duquel une matière active ou un altéragène développe des effets nuisibles sur des organismes ou l'environnement.

Les essais peuvent être qualitatifs ou quantitatifs, 

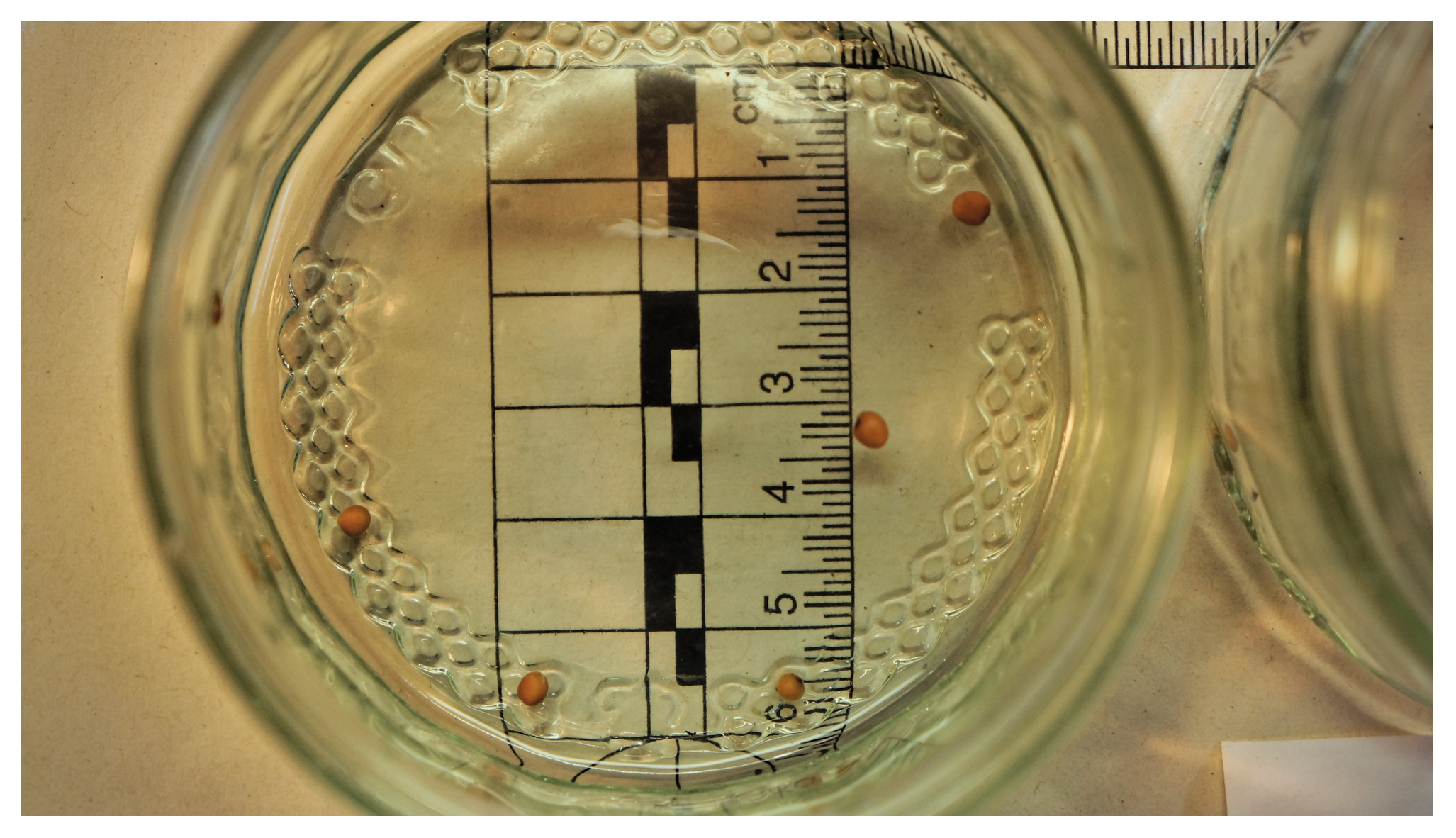
Bioessai qualitatif avec graines et eau prélevée dans la Vilaine à Rennes lors d'un chantier de biohacking (octobre 2022)

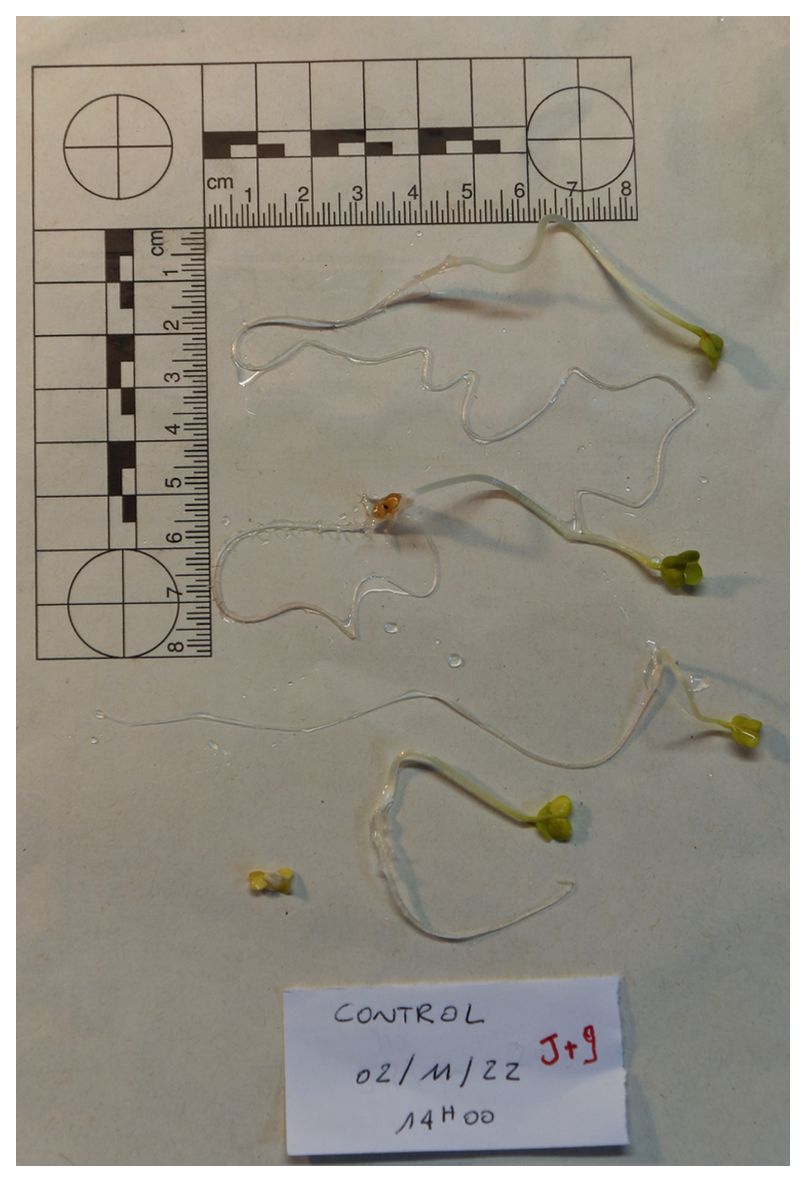

- les tests qualitatifs évaluent les effets physiques d'une substance qui ne peut pas être quantifiée, comme des graines qui échouent à germer ou qui se développent anormalement. L'expérience des poulets châtrés d'Arnold Adolph Berthold est un essais qualitatifs (elle a démontré qu'en privant un poulet de ses testicules, il ne se développait pas en coq parce que les signaux endocriniens nécessaires pour ce processus n'étaient plus disponibles.

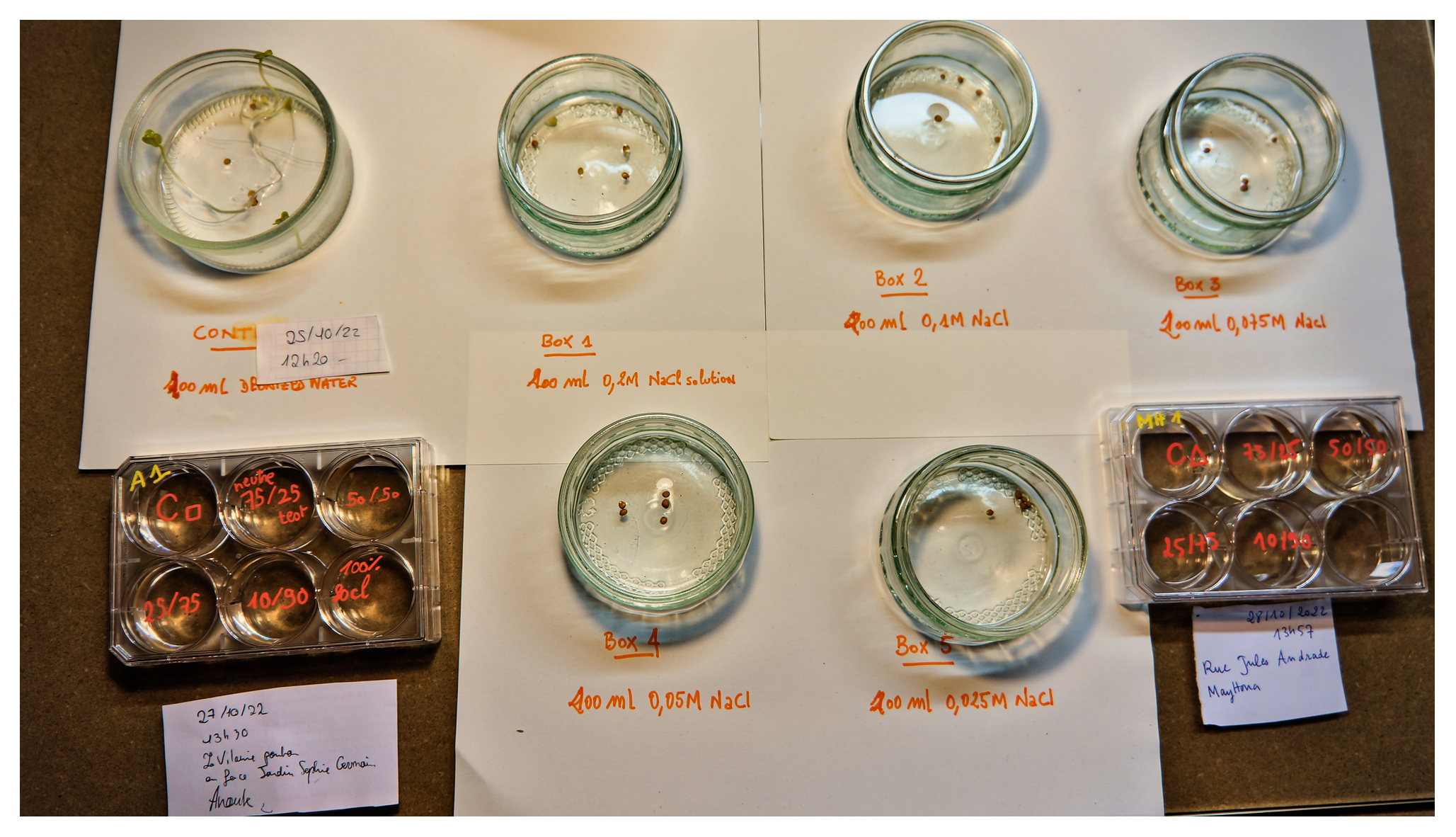

- l'essai biologique quantitatif implique l'évaluation d'une concentration ou d'une puissance par la mesure de la réponse biologique qu'elle produit. 
Les essais biologiques quantitatifs sont typiquement analysés par des méthodes biostatistiques[1].

## Objectifs
1. Mesure de l'activité pharmacologique de substances nouvelles ou non identifiées ;
2. Recherche de la fonction des médiateurs endogènes ;
3. Identification des effets indésirables et de la dose létale médiane ;
4. Mesure de la concentration de substances connues ;
5. Évaluation de la quantité de polluants provenant d'une source particulière ; eaux usées ; région urbaine, ruissellement ;
6. Détermination de la spécificité de certaines enzymes à certains substrats.

## Avantages et limites
Ces tests présentent les avantages d'un coût souvent raisonnable ou faible, et de la standardisation qui permet les comparaison et la répétabilité ; ils mesurent la toxicité via divers paramètres ; de niveaux subcellulaires (perturbation biochimique, dommages à l'ADN) aux niveaux de la population (Cf. succès de reproduction, biomasse, sex-ratio...). Ils ont permis d'importants progrès en écotoxicologie, tant pour identifier des contaminants que pour la protection de l'environnement,. 
Mais ils doivent être considérés avec leurs limites, car :
- le modèle animal (souris, rat, hamster, porc...) n'est pas toujours représentatif de l'organisme humain ;
- ils ne valident avec certitude un effet que pour un tissu ou un type d'organisme, et dans les conditions du test (en écotoxicologie, la notion d'espèces représentatives les plus sensibles à utiliser dans les essais est presque abandonnée, car sans fondement physiologique) ;
- ils expliquent rarement l'effet cocktail (mais certains protocoles d'essais peuvent le mettre en évidence) ;
- la recherche des paramètres les plus sensibles et écologiquement pertinents posent souvent des problèmes méthodologiques [4];
- Les tests d'écotoxicité sont presque tous basés sur une « exposition forcée » et sur un type particulier d'exposition aux contaminants (l'organisme « testé » n'a généralement pas de possibilité de fuir ou de se protéger, comme il l'aurait éventuellement fait dans la nature (si le contaminant présente des propriétés répulsives pour lui)[4]. Inversement, le test ne mesurent pas toujours l'effet inverse s'il existe (cas d'un contaminant attractif, rare mais possible, pouvant dans la nature créer un piège écologique). 
  - Quelques tests d'exposition non forcée existent néanmoins, listés par Araújo et al. en 2016[5], avec des systèmes d'exposition multi-compartimentés linéaire (Lopes et al.2004) ou multi-habitat hétérogène[6] ; ils cherchent à mieux simuler l'hétérogénéité spatiale des écosystèmes tout en permettant «l'évitement» et la «préférence» pour l'organisme testé, dans un environnement caractérisé par un gradient ou un patchwork de contamination hétérogène)[4]. Ces données sont précieuses pour évaluer d'éventuels effets de fragmentation écopaysagère induite par une « fragmentation chimique de l'habitat » et pour améliorer la défragmentation écologique[4].

Pour les questions complexes, les essais en laboratoire sont généralement complétés par des études en écotron et/ou des recherches in situ, des modélisations...

## Exemples
- Luminotox
- Microtox
- Méthode immuno-enzymatique ELISA